# The Greatest Love of All
«The Greatest Love of All» — пісня, виконана американською співачкою Вітні Г'юстон. Третій її хіт, який очолив американський чарт Billboard Hot 100 та хіт-парад Австралії. Пісня була написана Майклом Массером та Ліндою Крід і оригінально записана співаком Джорджем Бенсоном для біографічного фільму 1977 року про життя чемпіона світу з боксу Мохаммеда Алі «Найвеличніший». Відео було знято у гарлемському Театрі Аполло у Нью-Йорку. Г'юстон отримала премію American Music Award у категорії Favorite Soul/R&B Video і була номінована на Grammy Award у категорії Кращий запис року та премію Soul Train Music Award у категорії «Сингл року».

## Відгуки
Багато критиків назвали цю пісню центральною частиною дебютного альбому Г'юстон. Стівен Холден з газети The New York Times написав, що «Г'юстон співає її з сильною прямотою, яка надає її посланню про самоповагу вражаючий резонанс і переконаність», і назвав пісню переконливим твердженням духовної відданості, чорної гордості та сімейної вірності одночасно. Дон Шеві з Rolling Stone написав, що з розвитком пісні Г'юстон «повільно виливає душу, вставляє деякі церковні фрази, тримає ноти трохи довше і демонструє свій чудовий голос». У журналі Cashbox назвали пісню хвилюючою баладою та позитивним, оптимістичним гімном. Менш захопленою була реакція тижневика Record Mirror, де оглядач написав, що солодке надвиробництво синглу рятує лише потужний і теплий голос Г'юстон, який звучить «як осмислений вираз щирих людських почуттів». І далі закінчив фразою, що «Сьогодні ввечері в США литимуться крокодилові сльози».

### Нагороди та номінації
Г'юстон отримала American Music Award у номінації Favorite Soul/R&B Video Single, а також була номінована на премію «Греммі» у категорії «Запис року» та на премію Soul Train Music Award у категорії «Сингл року».

## Персоналії
- Майкл Массер, Лінда Крід — автори пісні
- Майкл Массер — продюсер запису
- Роббі Бьюкенен, Натан Іст, Денн Хафф, Пол Джексон мл., Ренді Кербер, Річард Маркс, Лу Шелтон, Деббі Томас, Джулія Уотерс, Максін Уотерс, Орен Уотерс — танцівники
- Біл Шні — аудіомікшування
- Майкл Манчіні, Рассел Шмітт — аудіоінженери

## Конфлікти
У квітні 1987 року канадський автор-виконавець Гордон Лайтфут подав позов проти Майкла Массера, стверджуючи, що пісня Массера «The Greatest Love of All» вкрала двадцять чотири такти зі старого хіта Лайтфута 1970 року «If You Could Read My Mind». Згідно з канадським тижневиком Maclean's, Лайтфут сказав: «Мене це дуже зачепило. Я не хочу, щоб сучасне покоління думало, що я вкрав у нього свою пісню». Лайтфут заявив, що відмовився від позову, коли відчув, що це негативно вплинуло на Вітні Г'юстон, оскільки позов був поданий проти Массера, а не проти неї. Зрештою справа була врегульована у позасудовому порядку, а Массер просив вибачення.